# Diocesi di Masbate
La diocesi di Masbate (in latino: Dioecesis Masbatensis) è una sede della Chiesa cattolica nelle Filippine suffraganea dell'arcidiocesi di Cáceres. Nel 2021 contava 897.230 battezzati su 971.550 abitanti. È retta dal vescovo José Salmorin Bantolo.

## Territorio
La diocesi comprende la provincia filippina di Masbate.
Sede vescovile è la città di Masbate, dove si trova la cattedrale di Sant'Antonio di Padova.
Il territorio si estende su 7.000 km² ed è suddiviso in 35 parrocchie.

## Storia
La diocesi è stata eretta il 23 marzo 1968 con la bolla Sorsogonensis dioecesis curatio di papa Paolo VI, ricavandone il territorio dalla diocesi di Sorsogon.

## Cronotassi dei vescovi
Si omettono i periodi di sede vacante non superiori ai 2 anni o non storicamente accertati.
- Porfirio Rivera Iligan † (17 giugno 1968 - 14 febbraio 1998 ritirato)
- Joel Zamudio Baylon (14 febbraio 1998 - 1º ottobre 2009 nominato vescovo di Legazpi)
- José Salmorin Bantolo, dal 15 giugno 2011

## Statistiche
La diocesi nel 2021 su una popolazione di 971.550 persone contava 897.230 battezzati, corrispondenti al 92,4% del totale.
| anno | popolazione | popolazione | popolazione | presbiteri | presbiteri | presbiteri | presbiteri                | diaconi | religiosi | religiosi | parrocchie |
| anno | battezzati  | totale      | %           | numero     | secolari   | regolari   | battezzati per presbitero | diaconi | uomini    | donne     | parrocchie |
| ---- | ----------- | ----------- | ----------- | ---------- | ---------- | ---------- | ------------------------- | ------- | --------- | --------- | ---------- |
| 1969 | 312.129     | 425.775     | 73,3        | 22         | 22         |            | 14.187                    |         |           | 8         | 20         |
| 1980 | 503.755     | 571.545     | 88,1        | 24         | 24         |            | 20.989                    |         |           | 8         | 21         |
| 1990 | 624.000     | 733.000     | 85,1        | 30         | 30         |            | 20.800                    |         |           | 21        | 21         |
| 1999 | 603.555     | 653.852     | 92,3        | 56         | 56         |            | 10.777                    |         |           | 26        | 22         |
| 2000 | 603.555     | 653.852     | 92,3        | 57         | 55         | 2          | 10.588                    |         | 2         | 30        | 23         |
| 2001 | 631.973     | 685.201     | 92,2        | 59         | 57         | 2          | 10.711                    |         | 2         | 30        | 24         |
| 2002 | 631.973     | 685.201     | 92,2        | 54         | 52         | 2          | 11.703                    |         | 2         | 27        | 25         |
| 2003 | 631.973     | 685.201     | 92,2        | 52         | 50         | 2          | 12.153                    |         | 2         | 28        | 25         |
| 2004 | 631.973     | 685.201     | 92,2        | 53         | 51         | 2          | 11.924                    |         | 2         | 34        | 28         |
| 2013 | 743.000     | 821.000     | 90,5        | 53         | 51         | 2          | 14.018                    |         | 2         | 27        | 28         |
| 2016 | 846.973     | 903.926     | 93,7        | 67         | 67         |            | 12.641                    |         |           | 37        | 31         |
| 2019 | 883.180     | 945.315     | 93,4        | 67         | 67         |            | 13.181                    |         |           | 31        | 35         |
| 2021 | 897.230     | 971.550     | 92,4        | 60         | 60         |            | 14.953                    |         |           | 31        | 35         |